# 升州 (河南省)
升州，中国南北朝时设置的州。
北魏设置南平州，西魏废帝三年（554年）正月，改南平州为升州，治所在今河南省南阳市唐河县。之后升州合并入湖州。隋文帝仁寿元年（601年）改湖州为升州。治所在湖阳县（今河南唐河县南湖阳镇），下辖湖阳县、柘林县、洞川县、上马县。隋炀帝大业二年（606年）再废升州，属县属于昌州。